# Falkland-szigetek
A Falkland-szigetek (angolul: Falkland Islands, spanyolul: Islas Malvinas) az Atlanti-óceán déli részén helyezkednek el, 483 km-re Dél-Amerika partjaitól. Két fő sziget alkotja, Kelet-Falkland és Nyugat-Falkland, 700 kisebb szigettel együtt. A Kelet-Falklandon lévő Stanley a főváros és a legnagyobb település. A szigetek az Egyesült Királyság saját kormányzású tengerentúli területe.
1982-ben a szigeteket Argentína megszállta, ennek következtében két hónapos háború zajlott Argentína és az Egyesült Királyság között. A háború az argentinok vereségével végződött. Azóta erős gazdasági növekedés állt be a halászatban és a turizmusban egyaránt. A szigetek lakói, akik főleg skót származásúak, brit állampolgároknak tartják magukat, és általában elfogadják a szuverenitás jelenlegi formáját.

## Földrajz

A Falkland-szigetek domborzati térképe

A Falkland-szigetek két nagyobb és 776 kisebb szigetből áll. A teljes szárazföldi terület 12 173 km², a partok hossza 1288 km. A szárazföld nagy részét a két nagy sziget, Nyugat-Falkland és Kelet-Falkland foglalja magába, amiket a Falkland-szoros választ el egymástól. Kelet-Falklandon van a főváros, Stanley és itt lakik a lakosság nagy része. Mindkét szigeten vannak dombságok, a legmagasabb pont a kelet-falklandi Mount Usborne, 704 m. Vannak mocsaras síkságok, a legfontosabb a Lafonia, Kelet-Falkland déli fele. Lényegében az egész területet legelőként használják.
A kisebb szigetek a két nagyot veszik körbe. Ide tartozik a Barren-sziget, Beaver-sziget, Bleaker-sziget, Carcass-sziget, George-sziget, Keppel-sziget, Lively-sziget, New-sziget, Pebble-sziget, Saunders-sziget, Sea Lion-sziget, Speedwell-sziget, Staats-sziget, Weddel-sziget, West Point-sziget. A Jason-szigetek a fő szigetcsoporttól északkeletre vannak, a Beauchene-sziget délre. A Speedwell és a George-szigetet az Eagle-átjáró választja el Kelet-Falklandtól.

### Éghajlat
A Falkland-szigeteknek hideg tengeri éghajlata van, erős nyugati szelekkel. Általában felhős és párás az idő, eső egy átlagos év napjainak a felében van. A havazás ritka, de az év bármely szakában előfordulhat.

### Élővilág, természetvédelem
Eredetileg mindössze egyetlen emlősfaj élt a szigeteken, a falklandi pamparóka, ezt azonban a 19. századra bundájáért kipusztították. Falklandon öt pingvinfaj honos, és itt él a világ dolmányosalbatrosz-állományának a 60%-a.

## Történelem
Felfedezése óta mozgalmas a Falkland-szigetek története. Egyaránt birtokának nyilvánította Franciaország, Nagy-Britannia, Spanyolország és Argentína. Településeket létesítettek és hagytak el a szigeteken. Az 1770. évi falklandi válság a háború szélére sodorta a francia-spanyol szövetséget Nagy-Britanniával. A spanyol igényt örökölte Argentína. 1831. december 28-án Lexington amerikai hadivitorlás elpusztította Puerto Luis argentin települést. 1833-ban Nagy-Britannia vette birtokába a szigeteket. Argentína továbbra is saját területének tekintette. Ezt a vitát használta fel az argentin katonai junta arra, hogy 1982-ben megtámadja és rövid időre megszállja a Szigeteket. A brit expedíciós csapatok a két hónapig tartó falklandi háborúban visszafoglalták.

### A második világháború végéig

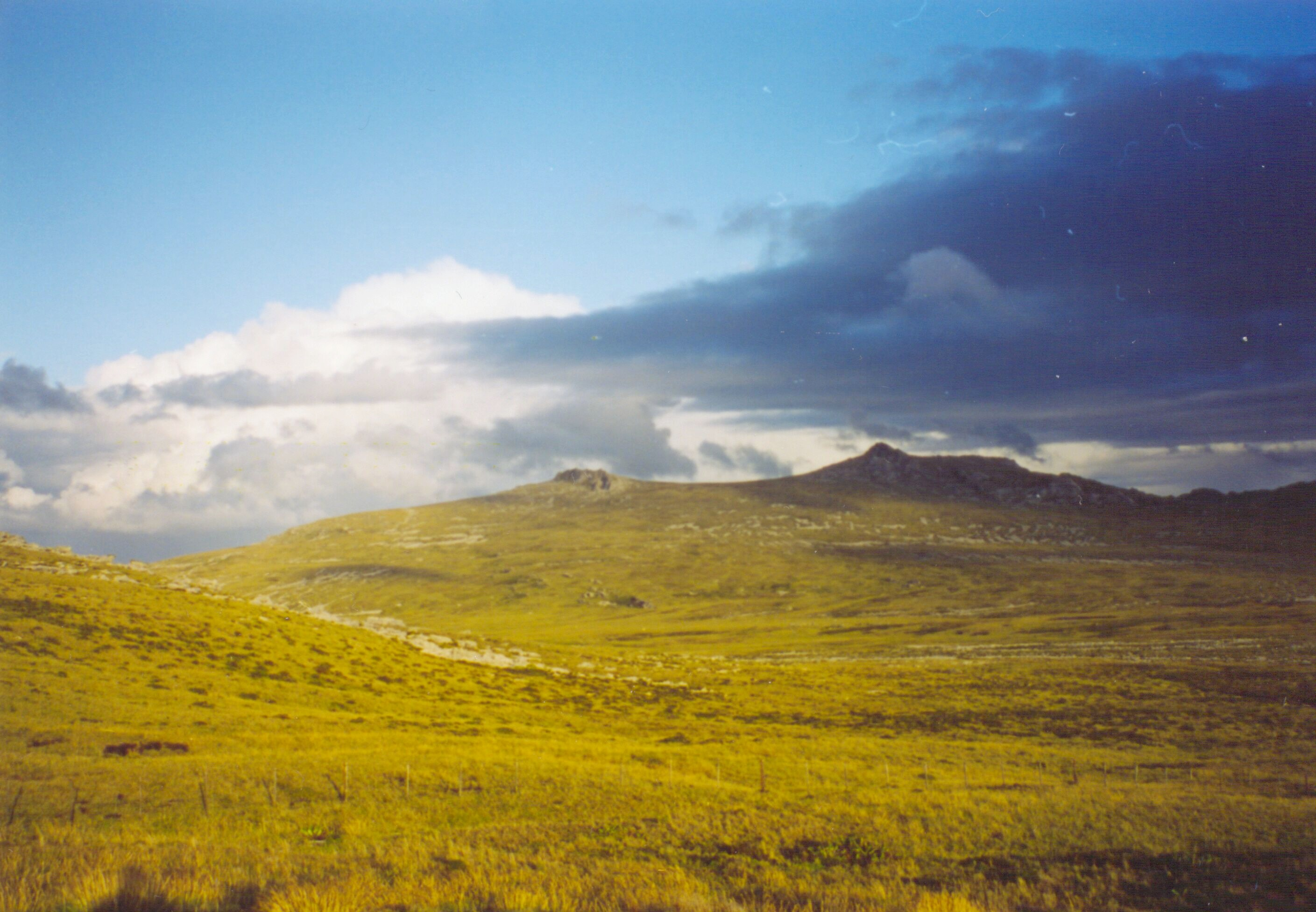
Upland

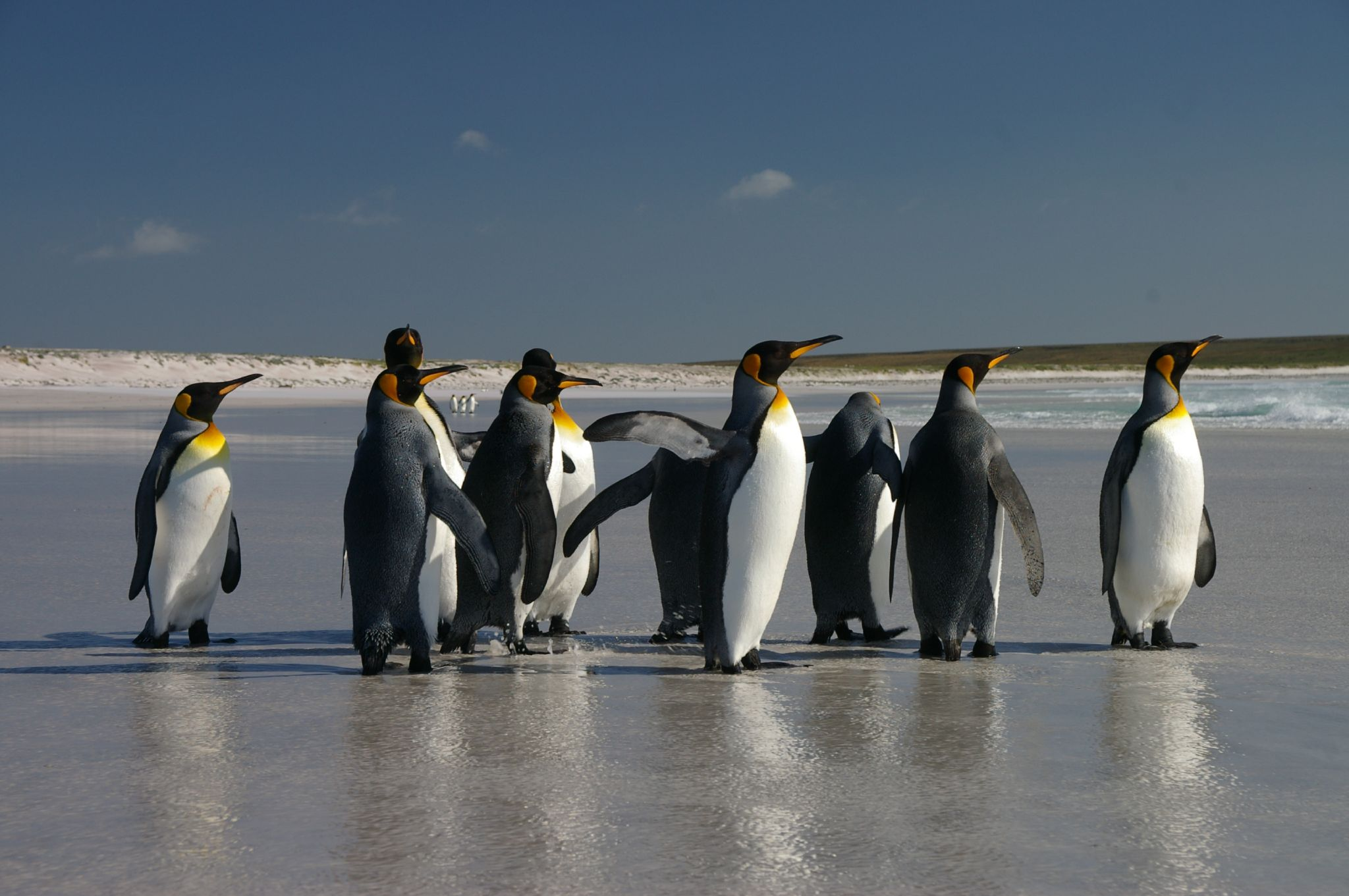
Pingvinek

A szigetek lakatlanok voltak, amikor az európaiak felfedezték őket. Vitatott, hogy léteztek-e korábbi települések. Az első európai, aki látta a szigeteket, Sebald de Weert holland tengerész volt, 1600-ban. 1690 januárjában John Strong angol tengerész, a Welfare hajó parancsnoka, a mai Argentínában fekvő Puerto Deseadóba tartott. Ellenszél térítette el útirányától, ismét elérte a Sebald-szigeteket és a Bold Cove nevű helyen partra szállt. Áthajózott a két fő sziget közötti tengerszoroson, s elnevezte „Falkland-csatornának”. Ebből a hajózási névből később az egész szigetcsoport összefoglaló angol neve lett.
A Falkland-szigetek első települését Louis Antoine de Bougainville alapította, 1764-ben, Port St. Louis néven. Ez ma a Kelet-Falkland szigeten Port Louis. 1748-ban francia – saint-malói tengerészek létesítettek telepet, és a szigeteket Malouines-nek nevezték el, ezt spanyolosították később a spanyol telepesek Malvinasra.
A franciák jelenlétéről nem tudva, 1765 januárjában John Byron kapitány felfedezte Saunders-szigetet a szigetcsoport nyugati végén. A kikötőt Port Egmontnak nevezte. Felderítette a közeli szigeteket és III. György brit király nevében - egy palack elhelyezésével - birtokba vette őket. 1766-ban Port Egmontban brit település épült. Szintén 1766-ban Spanyolország pénzfizetés ellenében megszerezte a francia gyarmatot és miután tényleges ellenőrzése alá vonta 1767-ben, a szigeteket a Buenos Airesben székelő gyarmati közigazgatás alá rendelte. A spanyolok Port Egmontot is megtámadták, ahol a brit jelenlét 1770-ben ért véget. A brit telepesek elűzése háború szélére sodorta a két országot. Az 1771-ben megkötött béke értelmében a britek visszatértek Port Egmontba. Spanyolország írásban fenntartotta szuverén jogait a Falkland-szigetek felett a megállapodásban. Nagy-Britannia nem tett fenntartást vagy tiltakozást a spanyol szuverenitás fenntartása ellen a megállapodásban.
Az amerikai függetlenségi háború okozta gazdasági nehézségek következtében az Egyesült Királyság sok tengerentúli település feladását határozta el 1774-ben. Az 1776-ban bekövetkezett kiürítéskor emléktáblát hagytak hátra, jelezve rajta, hogy fenntartják igényüket a szigetekre. Ettől kezdve 1811-ig a spanyol uralom alatt lévő településeket a Rio de la Plata alkirályság kormányozta. Amikor 1811-ben a spanyolok is távozni kényszerültek, szintén emléktáblát hagytak hátra, jelezve igényüket.
Amikor Argentína 1816-ban kikiáltotta Spanyolországtól való függetlenségét, igényt tartott mindazon területekre, amelyek 1811-ig a Rio de la Plata alkirálysághoz tartoztak. 1820. november 6-án David Jewett ezredes felhúzta Rio de la Plata Egyesült Tartományok (Argentína) lobogóját Port Louisban. Jewett amerikai tengerész és kalóz volt, Patrick Lynch üzletember Heroina fregattjának kapitánya. Lynch számára a kalózengedélyt Buenos Aires főigazgatója adta ki. Jewett az előző hónapban érkezett a szigetekre nyolc hónapos katasztrofális út után, melynek során legénységének többsége munkaképtelen lett a skorbut és más betegségek miatt. Miután megpihent a szigeteken és kijavította hajóját, visszatért Buenos Airesbe.
A szigetek argentin megszállása 1828-ban kezdődött büntetőgyarmat létesítésével. Ezt a települést pusztította el 1831-ben egy amerikai hadihajó, mert a szigetek argentin kormányzója, Luis Vernet elkobzott egy amerikai bálnavadász hajót a halászati jogok feletti vita miatt. A bálnavadász hajó megszökött a fogságból és kalózkodásba fogott.
1833 januárjában a brit erők visszatértek és tájékoztatták az argentin parancsnokot, hogy feladatuk a brit szuverenitás visszaállítása. A jelenlévő telepesek maradhattak. Vernet településén élt egy ír ember, William Dickson, őt nevezték ki a szigetek kormányzójának.
A Királyi Haditengerészet támaszpontot létesített Stanley-ben, a szigetek a Horn-fok körüli hajózási útvonal stratégiai jelentőségű pontjává váltak. Az első világháborúban 1914 decemberében a közelben vívtak tengeri csatát a britek és németek. A britek győztek. A második világháborúban is haditengerészeti támaszpont volt Stanley, itt volt a bázisa a La Plata-i csatát megvívó hajóknak.

### A falklandi háború
A szigetek hovatartozása feletti vita a 20. század második felében kiéleződött. Argentína, amely sohasem adta fel a szigetekre támasztott igényét, az Egyesült Nemzetek Szervezetének megalapításában lehetőséget látott arra, hogy ügyét a világ elé tárja. 1945-ben, az ENSZ alapokmányának aláírásakor, Argentína kijelentette, hogy fenntartja a szigetekre támasztott igényét. Az Egyesült Királyság válaszul népszavazást szervezett a szigetlakók számára a brit kivonulásról.
Az 1960-as években párbeszéd folyt a kérdésről brit és argentin diplomaták között, bármiféle eredmény nélkül. A tárgyalásokon a fő súrlódási pont az volt, hogy a kétezer szigetlakó brit származású és a brit uralom híve.
A szigeteknek 1971-ig nem volt légi kapcsolata a külvilággal. Ekkor az Argentin Légierő (FAA) hidroplánokkal légijáratot létesített Stanley és Commodoro Rivadavia között. Az FAA kérésére az Egyesült Királyság és Argentína egyezményt kötött, hogy az FAA megépítheti a szigetek első kifutópályáját. Elkészülte után 1982-ig hetente kétszer Fokker F27, majd Fokker F28 gépek repültek. Ez volt az egyetlen légijárat a szigetekre. Az argentin állami olajtársaság biztosította a szigetek energiaszükségletét.
1982. április 2-án Argentína megtámadta a Falkland-szigeteket és a déli Atlanti-óceán más brit területeit. Az Argentínában 1976 óta uralkodó katonai junta arra számított, hogy ez eltereli a közvélemény figyelmét a súlyos gazdasági helyzetről. Felhasználták a szigetek jelentőségét az argentin hazafias érzelmekben. Ez a jelentőség nem volt újkeletű dolog. Brit írók szerint az is bátorított az invázióra, hogy Nagy-Britannia leépítette katonai képességeit az Atlanti óceán déli részén.
Az Egyesült Nemzetek Szervezete Biztonsági Tanácsa 502-es számú határozatában Argentínát erői visszavonására, mindkét felet diplomáciai megoldás keresésére szólította fel. A nemzetközi reakció vegyes volt. Egyik végletében Argentínát támogatták a latin-amerikai országok, Chile kivételével, másfelől az európai országok Nagy-Britanniát támogatták, Spanyolország kivételével. Végül az utóbbi oldalon foglalt állást az Amerikai Egyesült Államok. A britek expedíciós hadsereget küldtek a szigetek visszafoglalására és megvívták a falklandi háborút. Rövid, de heves légi és tengeri csaták után a brit erők a San Carlos Water nevű helyen május 21-én szálltak partra, szárazföldi hadjáratuk után az argentin erők június 14-én kapituláltak.
A háború után a britek megépítették a Brit Királyi Légierő Mount Pleasant támaszpontját (Stanley-től 30 km-re délnyugatra, IATA: MPN, ICAO: EGYP), megnövelték a helyőrség létszámát. Bár 1989-ben az Egyesült Királyság és Argentína között helyreállt a diplomáciai kapcsolat, a szigetek helyzetéről nem tárgyalnak.

### A 21. században
2013-ban népszavazást tartottak a szigetcsoport státuszáról, amin 92%-os részvétel mellett 99,8%-os arányban az Egyesült Királysághoz tartozás mellett döntöttek. A döntést Argentína nem fogadja el, mivel álláspontja szerint a britek által betelepített lakosság nem igényelhet önrendelkezési jogot.
A Falkland-szigeteken 2013-ban, az Egyesült Királyság által egyoldalúan kiírt szavazást nem az Egyesült Nemzetek Szervezete szervezte vagy bonyolította le, és sérti az ENSZ Közgyűlésének A/RES/31/49-es számú határozatát, amely kimondja: „A Közgyűlés [...] sürgeti a két felet, hogy tartózkodjanak az olyan döntések meghozatalától, amelyek egyoldalúan megváltoztatnák a helyzetet, amíg a szigetek a fent említett határozatokban ajánlott folyamaton mennek keresztül”.

## Államszervezet és közigazgatás

### Alkotmány, államforma
A Falkland-szigetek brit tengerentúli terület. Önálló törvényhozó testülete és kormányzója van, de az államfő formálisan III. Károly brit király.

### Védelmi rendszer
A szigetcsoport védelmét a brit haderő biztosítja.

## Népesség
Falkland lakossága kb. 3140 fő. A 2008-as népszámlálás szerint a legtöbben Falkland-szigeteki identitásúak (61%), jelentős részük brit (29%), spanyol (2,6%), chilei vagy egyéb (6,5%), de 18 japán (0,6%) is él a szigetcsoporton.
Többségük (70%) brit származású. Vannak még skandináv és chilei származásúak, valamint az utóbbi évszázadokban a szigetekre eljutó halászok utódai. Az utóbbi időben Szent Ilonáról többen is a szigetekre járnak dolgozni. A legfőbb vallás a kereszténység.

## Gazdaság

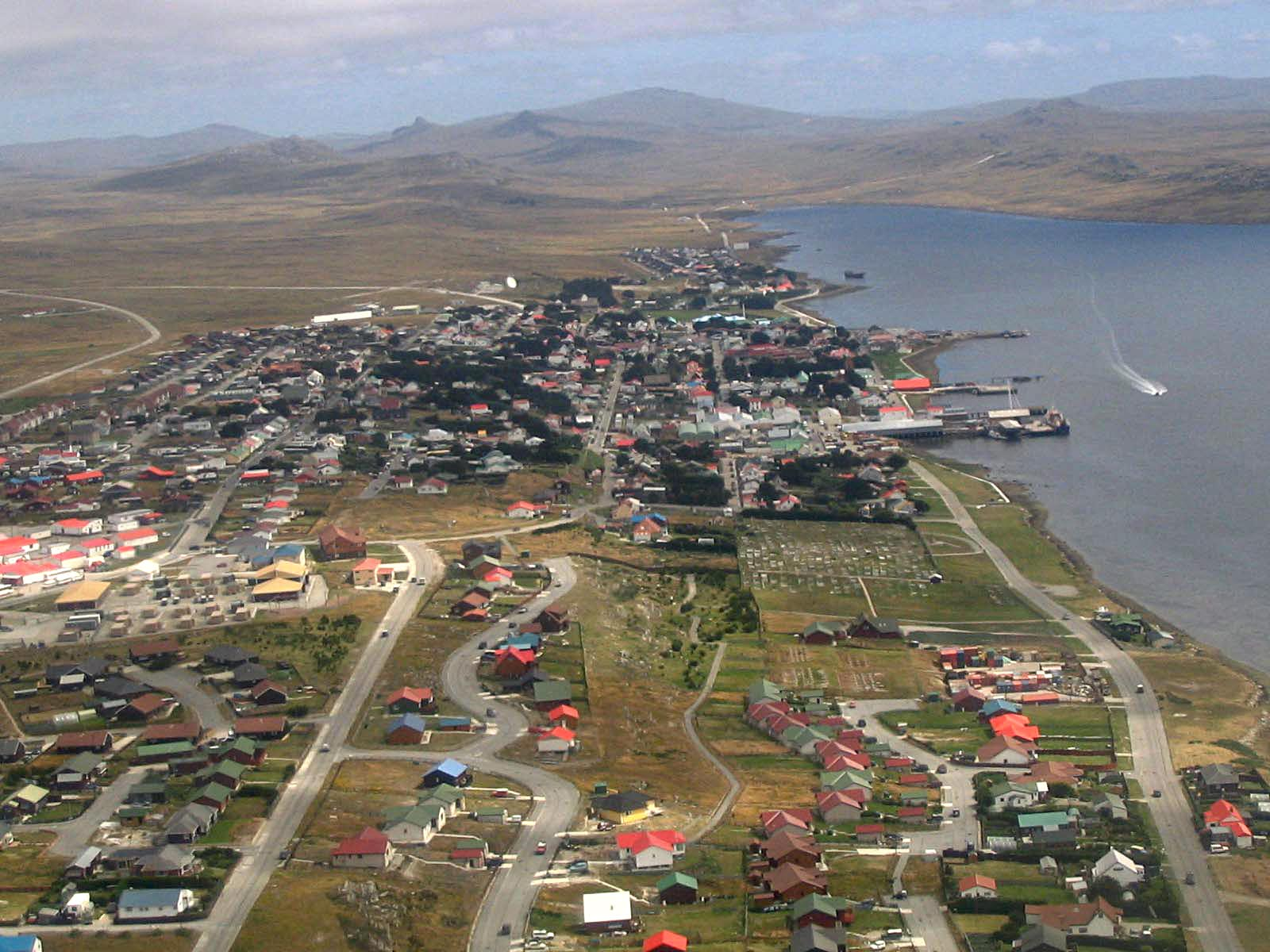
Stanley légifotója

Pénzneme az angol fonthoz rögzített Falkland-szigeteki font.

### Halászat és mezőgazdaság
A lakosság fő megélhetési forrása a juhtenyésztés és a halászat. A mocsaras síkságokat legelőként hasznosítják. A gyapjukért tartott juhok száma mintegy 500 000.

### Bányászat és ipar
A szigetek stratégiai pozíciója mellett a felszíne alatt található kőolajmező miatt fontos. A Geological Society of London 1998-as tanulmánya 60 milliárd hordónyira becsüli a készletet. Argentína ellenzi, hogy a britek egyedül termeljék ki.

### Szolgáltatások
A turizmus csak a nyári hónapokban jelent bevételt. Fontos bevételi forrás a bélyeg- és éremkibocsátás.
A médiát egy rádióadó és két hetilap – a Penguin News és a Teaberry Express – képviseli.

## Infrastruktúra

### Közlekedés
A Falkland-szigeteken két burkolt kifutóval rendelkező repülőtér van. A RAF Mount Pleasant Stanley-től 30 km-re délnyugatra a fő nemzetközi repülőtér. A járatokat a Brit Királyi Légierő működteti az oxfordshirei RAF Brize Nortonra. Vannak járatok Chilébe is (hetente egyszer), amelyeket a LAN működtet. A Port Stanley Airport (IATA: PSY, ICAO: SFAL) egy kisebb repülőtér a város mellett, főleg belső repülésekre. A legtöbb településnek van füves kifutópályája. A belső járatokat az igényeknek megfelelően indítják.
Egy kikötője van.